# Das glückliche Geheimnis
Das glückliche Geheimnis ist eine autobiografische Erzählung des österreichischen Schriftstellers Arno Geiger, die im Jahr 2023 beim Münchner Carl Hanser Verlag erschien. Das Geheimnis bezieht sich auf das regelmäßige Stöbern Geigers in Altpapiercontainern nach allen Arten von Texten, die andere weggeworfen haben. Damit verknüpft erzählt er seinen Werdegang als Schriftsteller und Episoden aus seinem Privatleben.

## Inhalt
Sein über Jahrzehnte gehütetes Geheimnis lüftet Arno Geiger direkt am Anfang der Erzählung: Seit seiner Jugend durchstöbert er die Altpapiercontainer der Stadt auf der Suche nach Büchern, Briefen, Tagebüchern oder sonstigen privaten Aufzeichnungen. Dies tut er mit einer Mischung aus Scham, weil er das Wühlen im Müll als etwas Ungehöriges empfindet, und Stolz, weil sowohl seine regelmäßigen Touren als auch die gelegentlichen Funde und Entdeckungen sein Leben bereichern. 
Waren es für den jungen Studenten und erfolglosen Schriftsteller nicht zuletzt auch wirtschaftliche Motive, die ihn zu seinen Sammeltouren getrieben haben – anders hätte er sich den vielen Lesestoff gar nicht leisten können und der Weiterverkauf sicherte ihm ein Auskommen –, tritt später immer mehr der Erfahrungsschatz in den Vordergrund, den er sich so über das Leben seiner Mitmenschen aneignet, und der Bücher wie das generationenüberspannende Es geht uns gut oder das in der Zeit des Nationalsozialismus spielende Unter der Drachenwand erst möglich macht.
Nach dem überraschenden Erfolg von Es geht uns gut, das sich nach dem Deutschen Buchpreis an einem Tag so viel verkauft wie der Vorgänger Schöne Freunde insgesamt, behält Geiger seine Gewohnheit bei, auch auf die Gefahr hin, ein Paparazzo könnte ein Foto schießen, wie die Beine des plötzlich prominenten Schriftstellers aus einem Container ragen. Das persönliche Interesse am Inhalt der Texte tritt nun an die Stelle von wirtschaftlichen Nöten. Manch Tagebuch liest er mit größerem Gewinn als Prousts Auf der Suche nach der verlorenen Zeit.
Sein Geheimnis kennen nur seine wechselnden Frauenbeziehungen: die Jugendfreundin M., mit der er die ersten Funde auf dem Flohmarkt verkauft, oder die mexikanische Malerin O., die er auf einem Künstlerstipendium in Polen kennenlernt. Sie ist es, die die Redewendung „glückliches Geheimnis“ prägt im Unterschied zu den dunklen Geheimnissen, die die meisten anderen Menschen mit sich tragen müssen: „Un secreto feliz.“ In der angehenden Kinderärztin K. trifft Geiger seinen geistesverwandten Lebenspartner, auch wenn ihre Beziehung anfänglich stürmisch ist und sein Heiratsantrag ein halbes Jahr unbeantwortet bleibt.
In mehreren Episoden berichtet Geiger auch über seine Familie, den an Alzheimer erkrankten Vater, dem er bereits das Buch Der alte König in seinem Exil gewidmet hat, und die freiheitsliebende Mutter, die nach einem Schlaganfall wieder die Rückkehr ins Leben lernen muss. In einer Zeit, in der sich die Schicksalsschläge häufen, muss Geiger lernen, dass nichts im Leben für immer ist. Er begreift nun auch besser die Motivation des Wegwerfens, das er als junger Mensch verurteilt hat: In der Entsorgung von alten, nicht mehr gebrauchten Dingen liegt auch eine Entledigung von Sorgen.
Als Geiger realisiert, dass er das Interesse an seinen Sammeltouren verloren hat und sie nurmehr eine Gewohnheit sind, stellt er sie ein. Auch als Schriftsteller möchte er nicht am Schreibtisch enden und er bewundert den – wenn auch späten – Rückzug Philip Roths. Erst am Ende stellt er sich die Frage der Legalität und Legitimität seines Tuns. Da er die Personen nicht kenne, deren Aufzeichnungen er gelesen habe, haben sie in seinen Augen ihre Privatheit verloren und sich in Dokumente verwandelt. Auch von seinem eigenen Buch kann er sich vorstellen, dass es der eine oder andere Leser wegwerfen wird. Geiger trifft die Entscheidung, sein Geheimnis zu lüften. Nach der langen Zeit, in der er die Freude hatte, sein „Doppelleben“ zu verschweigen, nimmt er sich nun die Freude, es zu erzählen. Und das will er möglichst schnell hinter sich bringen: „Rasch weiter!“

## Rezeption
Das glückliche Geheimnis wurde in den deutschsprachigen Feuilletons überwiegend positiv besprochen. Im Februar 2023 erreichte das Buch den Spitzenplatz der ORF-Bestenliste. Arno Geiger erhielt den Rheingau Literatur Preis 2023. In der Begründung der Jury hieß es: „Das Buch entwickelt übers Erzählen eine Poetik des gesamten Werks von Arno Geiger. Es ist zugleich Selbstauskunft und Gesellschaftsporträt, ein Lehrstück und ein Lesevergnügen.“

## Ausgaben
- Arno Geiger: Das glückliche Geheimnis. Hanser, München 2023, ISBN 978-3-446-27617-8.
- Arno Geiger: Das glückliche Geheimnis. Gelesen von Matthias Brandt. Hörbuch Hamburg, Hamburg 2023, ISBN 978-3-95713-296-3.